# Fahrzeugsignal
Ein Fahrzeugsignal ist ein an einem Fahrzeug der Eisenbahn, z. B. an einem Wagen oder Triebfahrzeug, angebrachtes Signal.

## Deutschland

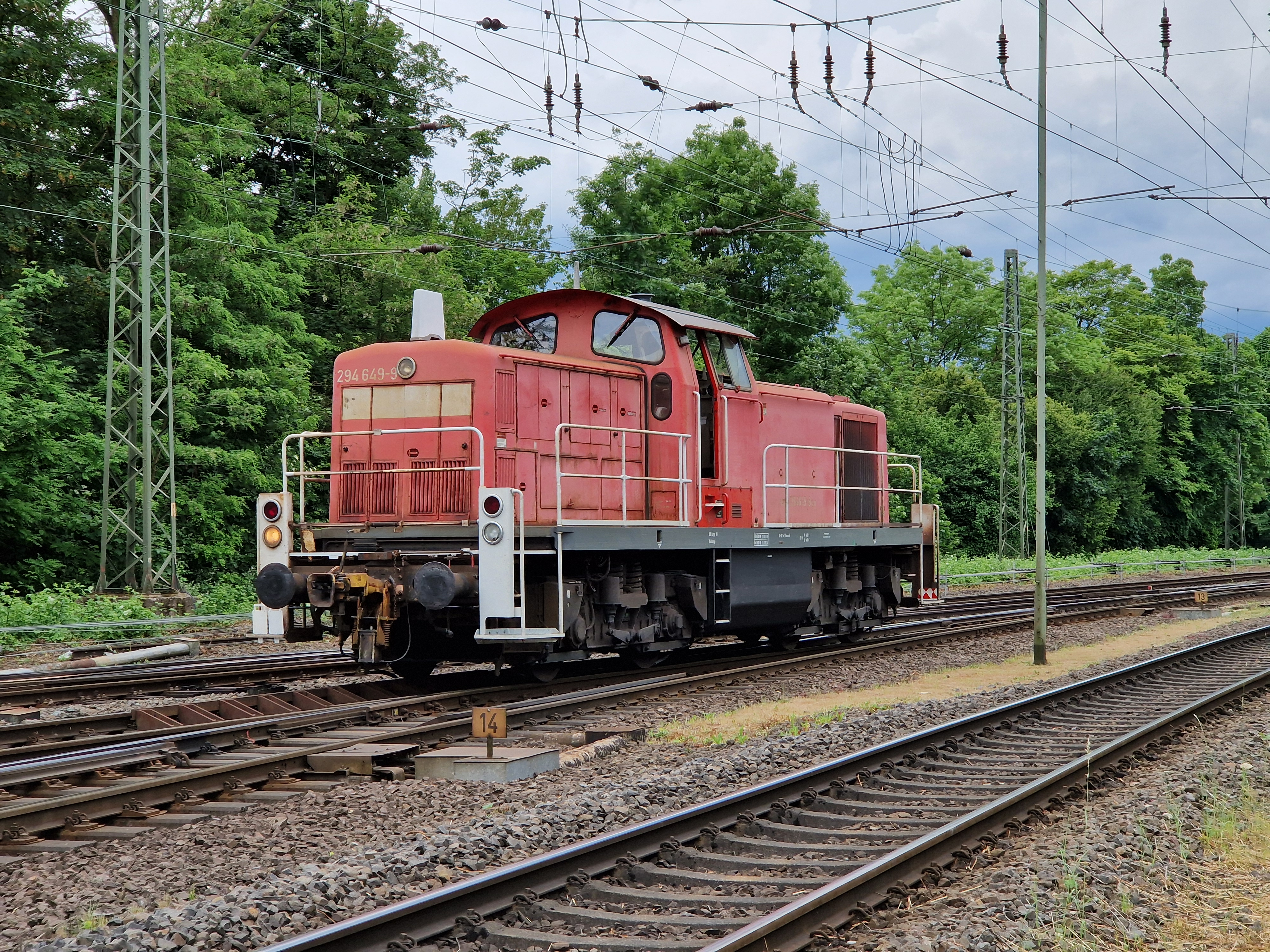
294 649 mit Rangierlokomotivsignal im Bahnhof Wanne-Eickel Hbf, 2024

In Deutschland wird zwischen Signalen an Zügen (Zg) und Signalen an einzelnen Fahrzeugen (Fz) unterschieden. Signale an einzelnen Fahrzeugen kennzeichnen Rangierlokomotiven sowie Wagen, deren Besetzung besondere Vorsichtsmaßnahmen erfordert.
Im Bereich der Deutschen Bahn existieren die folgenden zwei Fahrzeugsignale:
- Signal Fz 1 – Rangierlokomotivsignal Kennzeichnung einer Lokomotive im Rangierdienst. Vorn und hinten an der Lok ein weißes Licht, in der Regel in Höhe der Puffer. Stattdessen kann auch das Dreilicht-Spitzensignal geführt werden; es muss geführt werden, wenn Bahnübergänge ohne technische Sicherung oder ohne Sicherung durch Posten befahren werden.
- Signal Fz 2 – Gelbe Fahne Kennzeichnung von Wagen, die während eines Stilllagers mit Personal besetzt sind. Dieses Signal, zwei gelbe Fahnen an einem abgestellten Wagen angebracht, warnt das Rangierpersonal, dass er mit Personen besetzt ist und zusätzliche Regeln zu beachten sind. Nachts ist der Wagen zusätzlich nach außen erkennbar im Inneren zu beleuchten.

## Österreich
Spitzen- und Zugschlusssignal

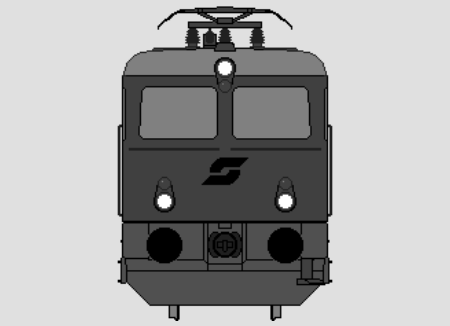
Spitzensignal

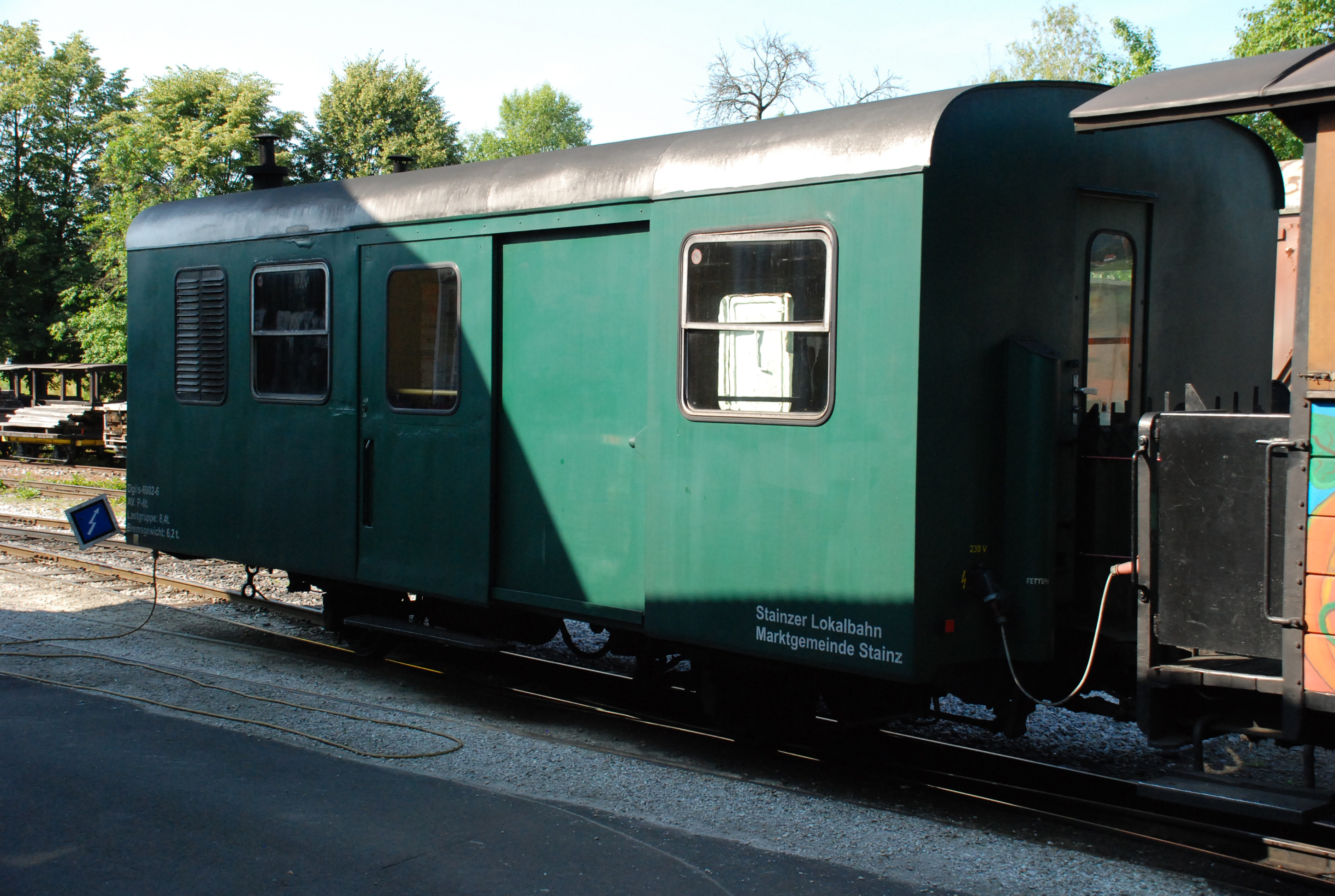
Vorheiztafel an einem Wagen der Stainzerbahn

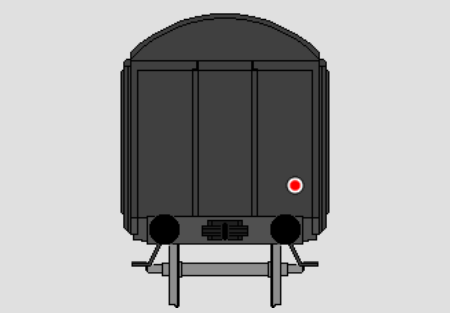
Fahrzeuge mit eingebauten Schlusslichtern zeigen mindestens ein rotes Licht.

Signale an abgestellten Fahrzeugen

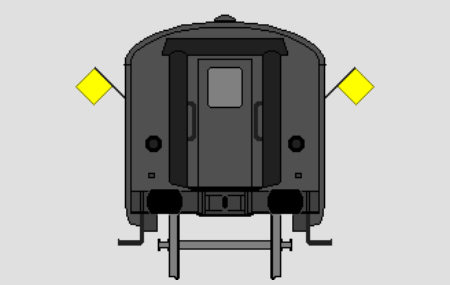
Wagen besetzt. Beim Verschub vorsichtig behandeln. In der Nacht ist der Wagen von innen zu beleuchten.
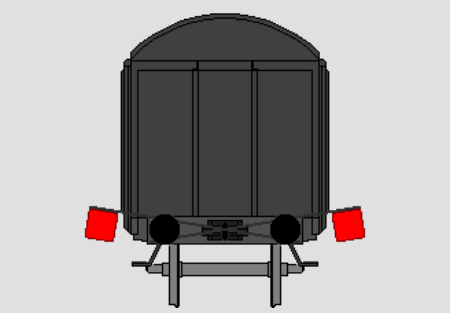
Fahrzeug darf nicht bewegt werden.
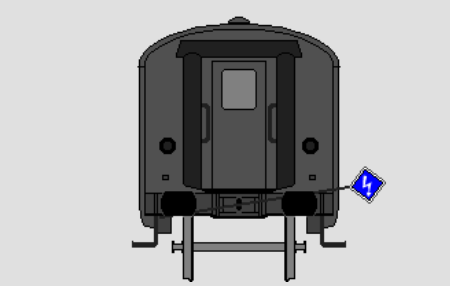
An die Vorheizanlage angeschlossen. Die Zugsammelschiene steht unter Spannung.

## Schweiz

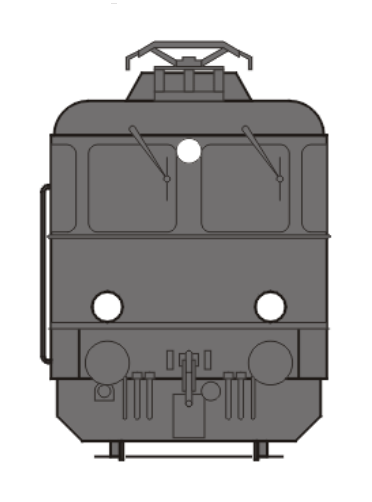
Kennzeichnung Zugspitze
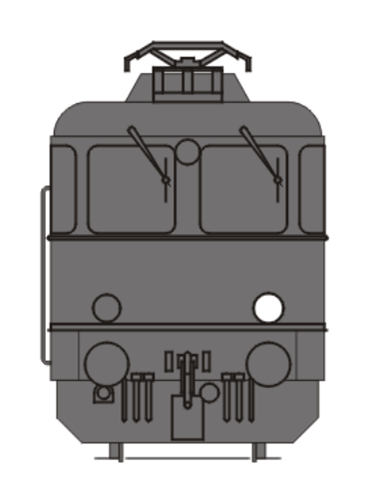
Triebfahrzeug hinten
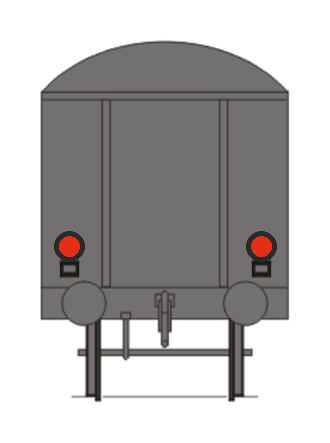
Zugschluss
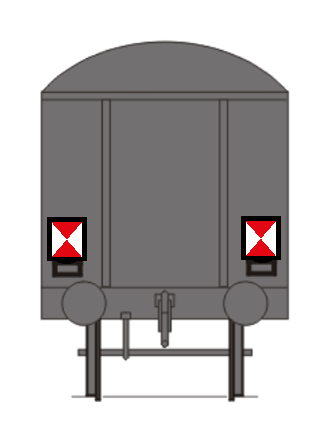
Zugschluss mit Scheiben

Die Schweizer Fahrdienstvorschriften unterscheiden zwischen Signalen an Fahrzeugen bei Zugfahrten und Signalen an Fahrzeugen bei Rangierbewegungen. Triebfahrzeuge an der Zugspitze werden wie in den vielen anderen europäischen Ländern mit einem Dreilicht-Spitzensignal gekennzeichnet. An Triebfahrzeugen, die nicht an der Zugspitze verkehren, sind die Lichter der Vorwärtsrichtung dunkel. Die Lichter arbeitender Triebfahrzeuge sind hinten dunkel oder unten rechts leuchtet ein weißes Licht. Der Zugschluss ist mit zwei roten Lichtern oder zwei rot-weiß reflektierenden Scheiben gekennzeichnet.
Signale an Fahrzeugen bei Rangierbewegungen → siehe Abschnitt Signale an Fahrzeugen im Artikel Rangiersignal (Schweiz)